# Ichthuskerk (Veldhoven)
De Ichthuskerk (ook: Ichtuskerk) is een voormalig kerkgebouw aan de Adriaansdreef 6 te Veldhoven.
Deze kerk werd in 1960 gebouwd als Gereformeerd kerkgebouw. Architect was R. Tybout.
Het is een modernistisch, doosvormig gebouw waarbij veel van beton gebruik werd gemaakt. Naast de kerk bevindt zich een betonnen klokkentoren.
Toen echter de Hervormden en Gereformeerden steeds meer gingen samenwerken, werd de -van oorsprong hervormde- Immanuelkerk de hoofdkerk en de Ichthuskerk een hulpkerk. Aangezien het kerkbezoek verminderde werd de Ichthuskerk uiteindelijk afgestoten. Dit gebeurde in 1990. De klok werd in dat jaar uitgenomen en verplaatst naar de Veldhovense begraafplaats De Hooghe Bocht.
Uiteindelijk kwam de Veldhovense afdeling van het Instituut voor Natuurbeschermingseducatie in het gebouw.